# Phare de Crammag Head
Pour les articles homonymes, voir Fastnet.
Le phare de Crammag Head est un phare situé sur un promontoire à environ 8 km au nord-ouest du phare de Mull of Galloway, dans le comté de Dumfries and Galloway dans le sud-ouest de l'Écosse.
Ce phare est géré par le Northern Lighthouse Board (NLB) à Édimbourg,l'organisation de l'aide maritime des côtes de l'Écosse.

## Histoire
La première station a été construite en 1913 par l'ingénieur écossais David Alan Stevenson. En décembre 2009, une nouvelle lumière a été établie sur le site. C'est une petite tour cylindrique de 7 m en fibre de verre sur un socle en béton. Une galerie à rambarde entoure la lanterne. Toute la structure est peinte en blanc.
Identifiant : ARLHS : SCO-055 - Amirauté : A4608 - NGA : 4812.

### Lien connexe
- Liste des phares en Écosse